# 马尔利机械

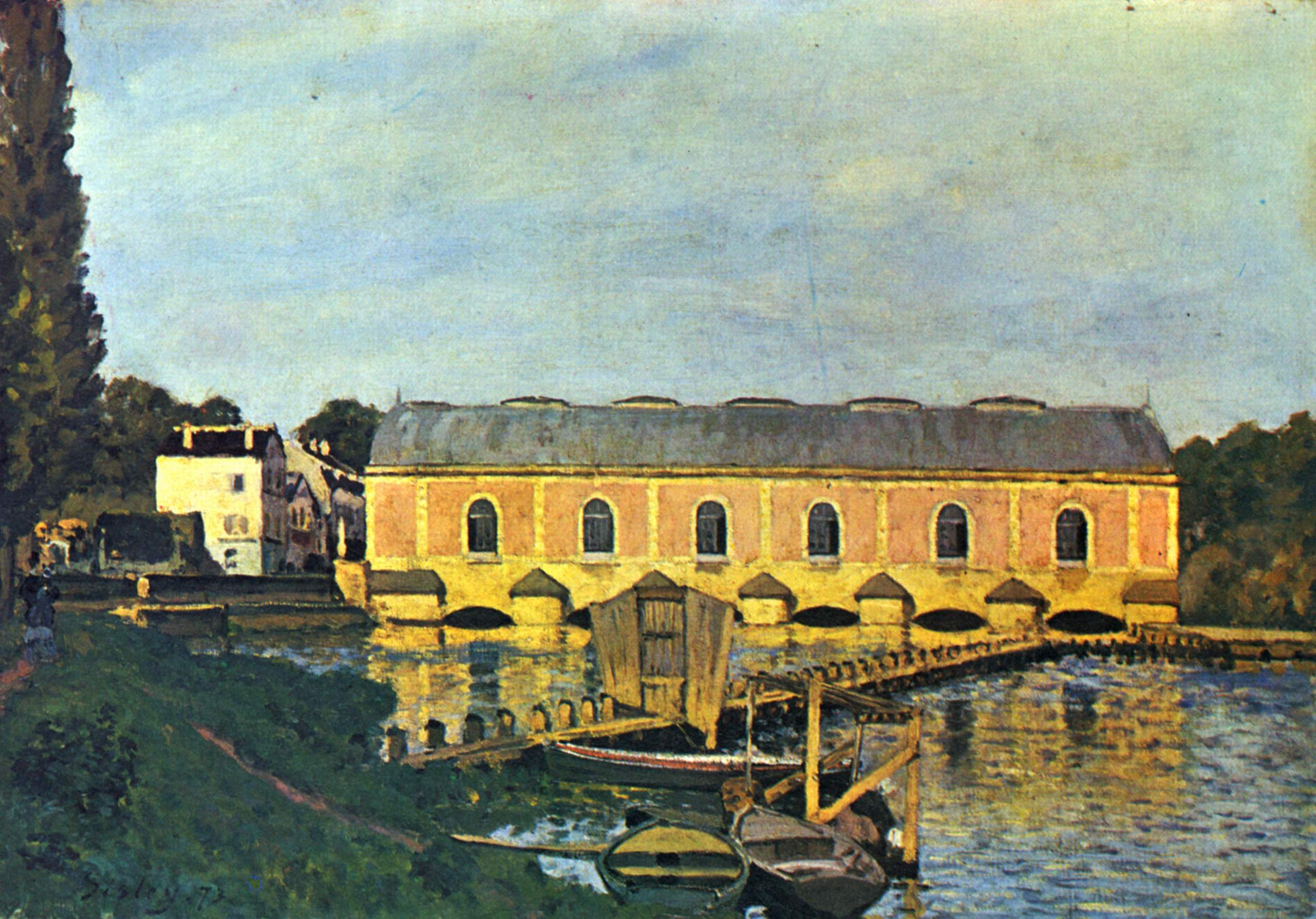
阿尔弗雷德·西斯莱所繪的马爾利機械油畫。

马爾利機械（法語：machine de Marly，法語發音：[maʃin də maʁli]）是法国伊夫林省的一个大型液压系统，建於1684年。法國國王路易十四需要為在凡爾賽的噴泉供應大量的水，這些噴泉每天需要的水量不少於巴黎每天需要的用水量。
马爾利機械以莫達沃城堡為基礎，包括14個巨大的水車輪，每個直徑大約11.5米，或是38英呎，推動221個幫浦將塞納河的水移動到177碼（162米）高的卢沃谢讷高架桥上。路易十四有無數的計畫和發明，以將水供應給他的噴泉，马爾利機械是迄今所知，他最巨大、最昂貴的計畫。經過三年的建造和大約4,000,000里弗爾之後，令人難以置信的完成了。專案的首席設計師是阿諾爾德·德維爾（Arnold de Ville），承包商是雷纳坎·叙阿莱姆，两人都曾在列日（今比利时）地区的煤矿抽水。但是，機械經常不斷的故障，需要保持60位的工作人員，經常進行昂貴的維修。

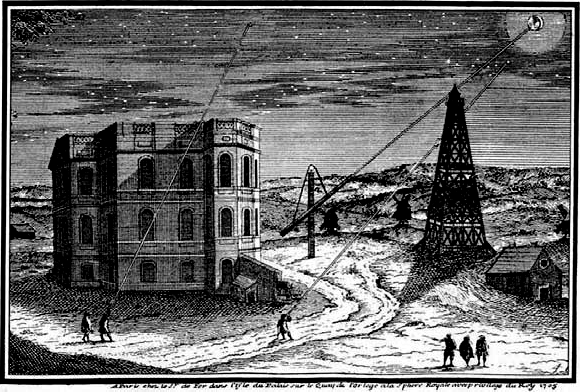
18世紀初期的巴黎天文台與右邊木製的马尔利塔雕刻，這是天文學家乔瓦尼·多梅尼科·卡西尼從马爾利機械拆除，移置到巴黎天文台用以支撐他超長的望遠鏡。

尽管其名为“马爾利機械”，但其并不位于马尔利，而是位於布日瓦勒市鎮的領土上。
该机器经常出现故障，需要60名长期工作人员进行维护，并经常需要昂贵的维修。它运行了133年，在1817年被毁。
48°52′16″N 2°7′29″E / 48.87111°N 2.12472°E